# Bahnstrecke Bochum-Riemke–Wanne-Eickel
| |                      |                                                          |                                                          |
| Streckennummer (DB): | 2154                 |                                                          |                                                          |
| Kursbuchstrecke (DB): | ehem. 233c           |                                                          |                                                          |
| Kursbuchstrecke: | 233a (1946)          |                                                          |                                                          |
| Streckenlänge: | 6,3 km               |                                                          |                                                          |
| Spurweite: | 1435 mm (Normalspur) |                                                          |                                                          |
| |                      |                                                          |                                                          |
| \| \| \| von Dortmund \| \| \| \| 8,4 \| Wanne-Eickel Hbf \| Wanne-Eickel Hbf \| \| \| \| ehem. nach Wanne-Unser Fritz (Personenzugstrecke) \| \| \| \| \| ehem. nach GE-Schalke (Personenzugstrecke) \| \| \| \| 6,9 \| Pluto (Abzw.) \| Pluto (Abzw.) \| \| \| \| nach Gelsenkirchen \| \| \| \| \| Wanne-Unser Fritz/GE-Schalke–Wanne-Eickel (Güterstrecke) \| \| \| \| \| Gelsenkirchen–Wanne-Eickel (Güterstrecke) \| \| \| \| 6,3 \| Anschl. Mannesmann Stahlwerk Wanne-Eickel \| Anschl. Mannesmann Stahlwerk Wanne-Eickel \| \| \| 5,6 \| Wanne-Röhlinghausen \| Wanne-Röhlinghausen \| \| \| \| Anschl. Zeche Königsgrube \| \| \| \| 4,8 \| Hannover (Bk 1914–1929)[1] \| Hannover (Bk 1914–1929)[1] \| \| \| \| Anschl. Zeche Hannover \| \| \| \| 4,1 \| Wanne-Eickel Süd \| Wanne-Eickel Süd \| \| \| \| Anschl. Zeche Hannibal \| \| \| \| \| von Herne-Rottbruch \| \| \| \| 2,1 \| Bochum-Riemke \| Bochum-Riemke \| \| \| \| nach Bochum Hbf \| \| \| \| \| ehem. Rheinische Bahn von GE-Wattenscheid \| \| \| \| 0,0 \| Bochum-Präsident \| Bochum-Präsident \| \| \| \| Rheinische Bahn nach BO-Langendreer \| \| \| \| \| \| \| \| Quellen: [2][3] \| \| \| \| |                      |                                                          |                                                          |
| Strecke |                      | von Dortmund                                             | von Dortmund                                             |
| Bahnhof mit S-Bahn-Halt | 8,4                  | Wanne-Eickel Hbf                                         | Wanne-Eickel Hbf                                         |
| Abzweig geradeaus und ehemals nach rechts |                      | ehem. nach Wanne-Unser Fritz (Personenzugstrecke)        | ehem. nach Wanne-Unser Fritz (Personenzugstrecke)        |
| Abzweig geradeaus und ehemals nach rechts |                      | ehem. nach GE-Schalke (Personenzugstrecke)               | ehem. nach GE-Schalke (Personenzugstrecke)               |
| Blockstelle | 6,9                  | Pluto (Abzw.)                                            | Pluto (Abzw.)                                            |
| Abzweig ehemals geradeaus und nach rechts |                      | nach Gelsenkirchen                                       | nach Gelsenkirchen                                       |
| Kreuzung geradeaus unten (Strecke geradeaus außer Betrieb) |                      | Wanne-Unser Fritz/GE-Schalke–Wanne-Eickel (Güterstrecke) | Wanne-Unser Fritz/GE-Schalke–Wanne-Eickel (Güterstrecke) |
| Kreuzung geradeaus unten (Strecke geradeaus außer Betrieb) |                      | Gelsenkirchen–Wanne-Eickel (Güterstrecke)                | Gelsenkirchen–Wanne-Eickel (Güterstrecke)                |
| Abzweig geradeaus und nach rechts (Strecke außer Betrieb) | 6,3                  | Anschl. Mannesmann Stahlwerk Wanne-Eickel                | Anschl. Mannesmann Stahlwerk Wanne-Eickel                |
| Haltepunkt / Haltestelle (Strecke außer Betrieb) | 5,6                  | Wanne-Röhlinghausen                                      | Wanne-Röhlinghausen                                      |
| Abzweig geradeaus und von rechts (Strecke außer Betrieb) |                      | Anschl. Zeche Königsgrube                                | Anschl. Zeche Königsgrube                                |
| Blockstelle (Strecke außer Betrieb) | 4,8                  | Hannover (Bk 1914–1929)                                  | Hannover (Bk 1914–1929)                                  |
| Abzweig geradeaus und nach rechts (Strecke außer Betrieb) |                      | Anschl. Zeche Hannover                                   | Anschl. Zeche Hannover                                   |
| Haltepunkt / Haltestelle (Strecke außer Betrieb) | 4,1                  | Wanne-Eickel Süd                                         | Wanne-Eickel Süd                                         |
| Abzweig geradeaus und nach links (Strecke außer Betrieb) |                      | Anschl. Zeche Hannibal                                   | Anschl. Zeche Hannibal                                   |
| Abzweig ehemals geradeaus und von links |                      | von Herne-Rottbruch                                      | von Herne-Rottbruch                                      |
| ehemaliger Bahnhof | 2,1                  | Bochum-Riemke                                            | Bochum-Riemke                                            |
| Abzweig geradeaus und nach rechts |                      | nach Bochum Hbf                                          | nach Bochum Hbf                                          |
| Abzweig geradeaus und ehemals von rechts |                      | ehem. Rheinische Bahn von GE-Wattenscheid                | ehem. Rheinische Bahn von GE-Wattenscheid                |
| ehemaliger Bahnhof | 0,0                  | Bochum-Präsident                                         | Bochum-Präsident                                         |
| Strecke |                      | Rheinische Bahn nach BO-Langendreer                      | Rheinische Bahn nach BO-Langendreer                      |
| |                      |                                                          |                                                          |
| Quellen: |                      |                                                          |                                                          |

Die Bahnstrecke Bochum-Riemke–Wanne-Eickel (auch Salzstrecke, Salzbahn oder Preußische Salzbahn genannt) war eine eingleisige Hauptbahn, die von Bochum-Riemke nach Wanne-Eickel führte und bis Mitte der 1950er-Jahre die Hauptverbindung für Personenzüge von Bochum nach Wanne-Eickel war. Die Bezeichnung durch den Volksmund als „Salzstrecke“ soll auf eine ehemalige Solequelle in Eickel, die Wilhelmsquelle zurückgehen. Die Bahnstrecke wurde von 1886 bis 1959 im Personen- und Güterverkehr betrieben und diente den umliegenden Bergwerken als Zubringerstrecke zu den Rangier- und Güterbahnhöfen in Wanne und Bochum Nord.

## Geschichte

### Bau und Betrieb
Die Ursprünge der Bahnstrecke von Riemke nach Wanne reichen in die Hochzeit der Industrialisierung im 19. Jahrhundert und gehen auf ab 1869 gebaute Anschlussbahnen zu den Zechen Hannover, Hannibal und Königsgrube zurück. Die Preußische Staatsbahn übernahm die Schienenverbindung und eröffnete am 1. Oktober 1886 den Betrieb auf der Relation Bochum Nord – Bochum-Präsident – Riemke – Hordel-Eickel – Wanne. Die Strecke hatte außerdem eine herausragende Bedeutung für die anliegenden Zechen als Anschluss an die Rangierbahnhöfe in Bochum Nord und Wanne.
Daneben wurden Wanne und Bochum mit der gut sechs Kilometer langen Strecke direkt miteinander verbunden, es entstand eine wichtige Nord-Süd-Verbindung für den Personenverkehr. Wegen des rapiden Wachstums beider Städte und der verkehrlichen Bedeutung des Hauptbahnhofs in Wanne entwickelte sich der Personenverkehr rasch. Die Bezeichnung der Bahnverbindung durch den Volksmund als „Salzstrecke“ soll auf die Solequellen in Eickel zurückgehen. Im Jahr 1893 wurde der Haltepunkt Röhlinghausen für den Personenverkehr in Betrieb genommen. Er lag an der damaligen Bahnhofstraße; am 14. November 1974 wurde sie der Bergmannstraße zugeschlagen, heute heißt sie Albert-Kelterbaum-Straße. Der Bahnhof hatte ein repräsentatives Bahnhofsgebäude mit Restauration und einem Anbau für Gepäckaufbewahrung und Eilgut. 1913 wurden knapp 178.000 Fahrkarten verkauft. Für eine Fahrt von Röhlinghausen nach Wanne mussten 1920 15 Pfennige bezahlt werden; die Hin- und Rückfahrt kostete 20 Pfennige.
1935 wurde der Personenverkehr auf der Salzstrecke in den Ruhrschnellverkehr einbezogen. Täglich zwischen 4:30 und etwa 0:30 Uhr fuhren alle 30 Minuten Züge, mit einzelnen Taktlücken, von Witten West über Bochum-Langendreer – Bochum Nord – Bochum-Riemke nach Wanne-Eickel. Etwa ein Drittel der Züge begann bereits in Hagen. Mit Beginn des Zweiten Weltkriegs wurde der Takt außerhalb der Hauptverkehrszeiten stark ausgedünnt, später wurde der Ruhrschnellverkehr gänzlich eingestellt.

### Zerstörung und Wiederaufbau
Der Bahnhof Röhlinghausen wurde am 23. Februar 1945 bei den Luftangriffen auf das Ruhrgebiet durch Brandbomben zerstört. 1947 beherbergten zwei Güterwagen das Bahnpersonal und den Fahrkartenschalter.
Nach dem Zweiten Weltkrieg konnte der Personenverkehr bereits frühzeitig, wenn auch im bescheideneren Umfang als vor dem Krieg, auf der Relation Wanne-Eickel – Bochum Nord – Witten wieder aufgenommen werden. Dabei wurden werktags die meisten Züge von Witten über Wengern Ost nach Hagen durchgebunden.
Am 14. Mai 1950 erfolgte die Umbenennung das Haltepunkts Hordel-Eickel in Wanne-Eickel Süd. Der Haltepunkt Röhlinghausen erhielt den Namen Wanne-Röhlinghausen.

### Niedergang und Stilllegung

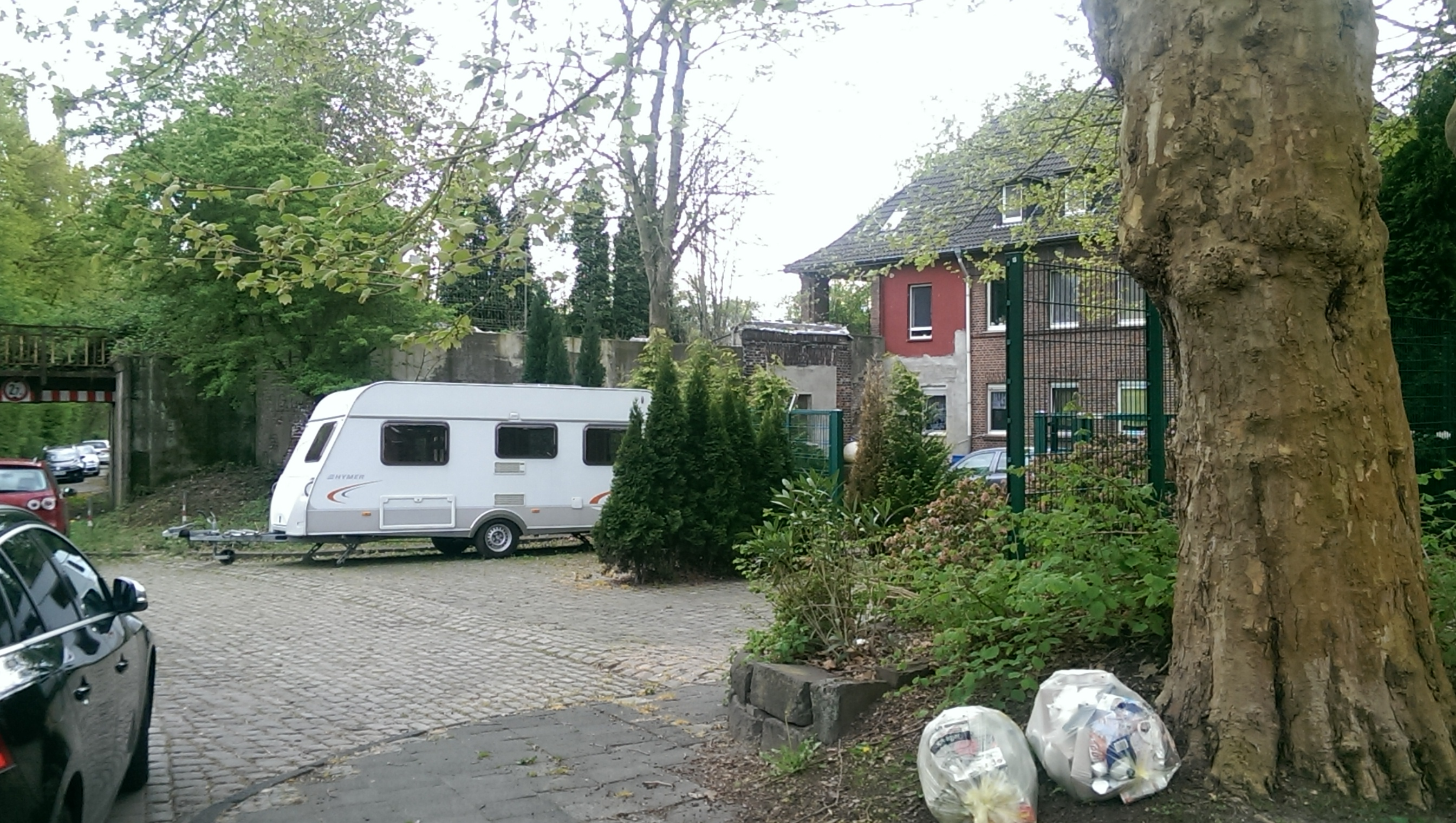
Strecke beim ehemaligen Haltepunkt Wanne-Eickel Süd

Ab Mitte der 1950er-Jahre wurde der Personenverkehr auf der eigentlich wichtigen Nord-Süd-Verbindung immer weiter ausgedünnt und auf die Strecke über Bochum-Graetz nach Herne verlagert, was für Reisende nach Wanne-Eickel einen Umstieg in Herne erforderte. 1954 beantragte die Bundesbahn aus wirtschaftlichen Gründen die Stilllegung, und ab 1956 fuhr auf der Salzstrecke lediglich noch ein Alibizugpaar. Als Grund für die Stilllegung führte die Bundesbahn den schlechten Gleiszustand mit salzgetränkten Schwellen, die am Ende ihrer Lebensdauer gewesen seien, an, was bei der Strecke nach Herne aber wohl nicht anders war.
Der Personenverkehr wurde nach über 70 Jahren zum 31. Mai 1959 eingestellt. Danach blieb nur noch die Verbindung nach Herne. Zwar fuhren einzelne Züge von dort weiter nach Wanne-Eickel, die überwiegende Anzahl verkehrte aber weiter nach Recklinghausen. Lediglich ein Zug benutzte die Verbindungskurve von Herne-Rottbruch direkt nach Wanne-Eickel. Somit mussten Reisende von Bochum nach Wanne-Eickel in der Regel in Herne umsteigen. Interessanterweise war die Salzstrecke noch lange Jahre im DB-Kursbuch enthalten, mit der Bemerkung „Zur Zeit kein Reisezugverkehr“.
Nach Einstellung des Personenverkehrs wurde die Salzstrecke am 1. Januar 1960 zwischen den Anschlussstellen Hannover und Mannesmann gesperrt; der durchgehende Güterverkehr war damit unterbrochen. Die Stilllegung des Anschlussgleises von Bochum-Riemke zur Zeche Hannover folgte 1973, nachdem am 31. März desselben Jahres die Kohleförderung der Zeche beendet worden war. Schienen und Schwellen wurden auf diesen Abschnitten demontiert. Nach der Schließung des Mannesmann-Röhrenwerks am 1. Januar 1980 wurde auch der restliche Güterverkehr eingestellt und der verbliebene nördlich gelegene Streckenteil nach Wanne-Eickel aufgegeben.
Die ehemalige Strecke ist bis heute als Grünzug durch Röhlinghausen sowie zwischen Hordel und Eickel erkennbar. Im Bereich Hofstede ist die Trasse teilweise von der Riemker Straße und dem sie westlich abschließenden Kreisverkehr überbaut.

## Streckenbeschreibung

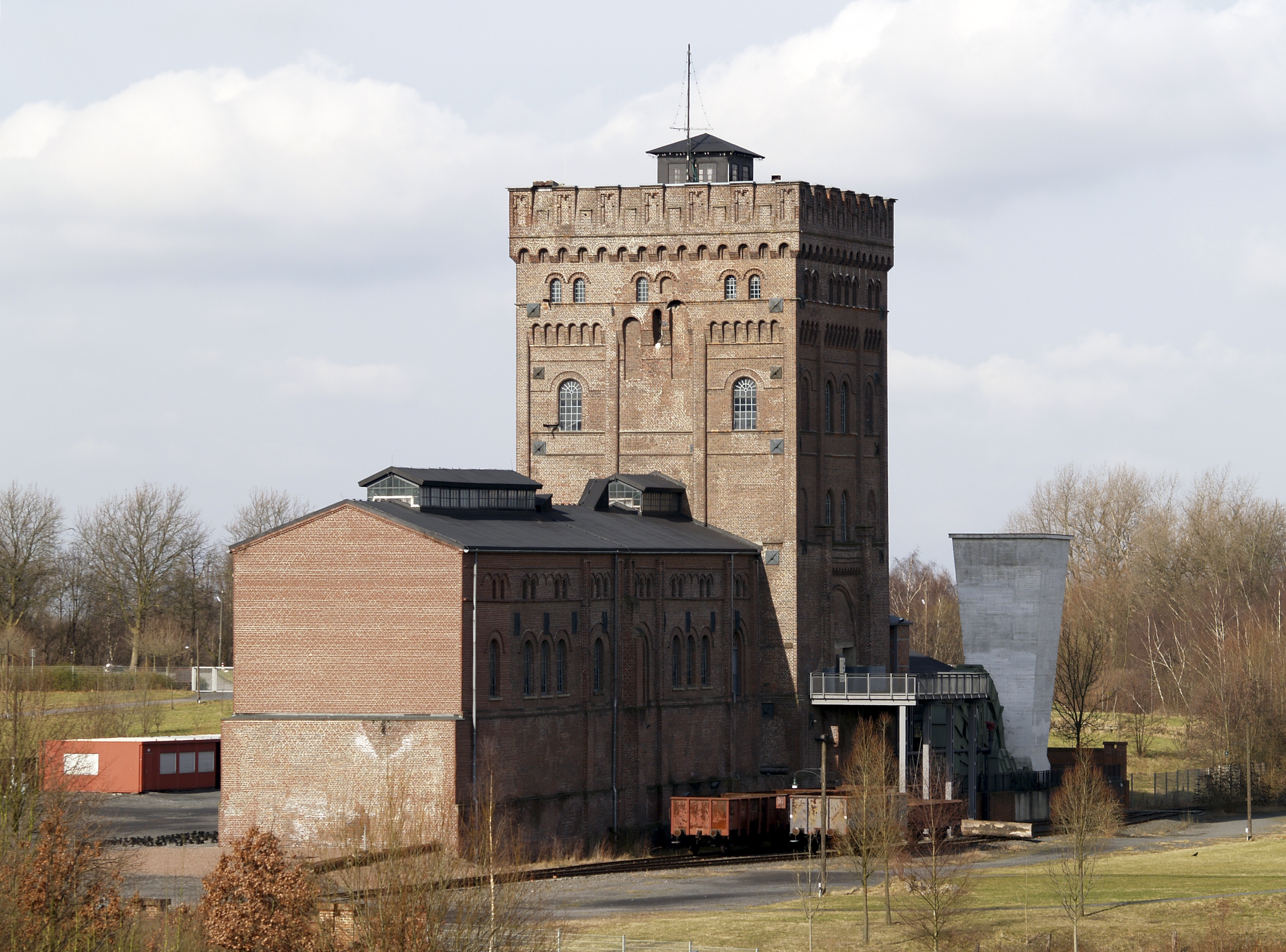
Malakowturm der Zeche Hannover; die Salzstrecke führte auf der rechten Seite vorbei

Die Kilometrierung beginnt am ehemaligen Bahnhof Bochum Präsident. Die eigentliche Salzstrecke zweigte im Güterbahnhof Riemke in Richtung Westen ab. Zwischen den Kreuzungen mit der Dorstener und der Hordeler Straße befand sich der Anschluss der Zeche Hannibal. Dieser Streckenabschnitt kann heute noch zu Fuß erkundet werden; ein leicht zugewachsen wirkender Weg führt in Hofstede von der Gemeindestraße entlang der ehemaligen Hannibalstraße, weiter an der Mauer zum Hannibal-Einkaufszentrum vorbei zur Hordeler Straße. Der folgende Abschnitt verlief auf einem Damm auf der Stadtgrenze zwischen Bochum und Wanne-Eickel, parallel zur Straße „An den Klärbrunnen“. An der heutigen Almastraße befand sich der Haltepunkt Wanne-Eickel Süd (bis 1950 Hordel-Eickel).
Nach dem Passieren der Zeche Hannover mit dem markanten Malakowturm auf deren Ostseite wird die Grenze zu Wanne-Eickel überquert. Danach folgten die Zeche Königsgrube und der Bahnhof Röhlinghausen. Im weiteren Verlauf führte die Strecke östlich am Röhlinghauser Markt und am Mannesmann-Röhrenwerk vorbei. In diesem Abschnitt verlief teilweise weniger als 100 Meter westlich die Bahnstrecke Gelsenkirchen-Wattenscheid – Wanne-Eickel parallel zur Trasse der Salzstrecke.
Die Salzbahn führte nach Unterquerung der Güterzugstrecke Gelsenkirchen – Wanne-Eickel entlang der heutigen Görresstraße bis zum Bahnübergang an der Plutostraße. Am Abzweig Pluto wurde auf die Hauptstrecke Gelsenkirchen – Wanne-Eickel eingefädelt.